# پیتر کوکسان
پیتر کوکسان (انگلیسی: Peter Cookson; ۸ مهٔ ۱۹۱۳ – ۶ ژانویهٔ ۱۹۹۰) بازیگر، کارگردان فیلم و تئاتر، نویسنده اهل ایالات متحده آمریکا بود.
از فیلم‌ها یا برنامه‌های تلویزیونی که وی در آن نقش داشته‌است می‌توان به ترس اشاره کرد. وی در نمایشنامهٔ وارثه هم بازی کرد.